# 26-й танковий корпус (СРСР)
26-й танковий корпус — оперативно-тактичне військове об'єднання в складі ЗС СРСР періоду Другої Світової війни.

## Історія існування
Формування корпусу проходило у квітні-липні 1942 року у Москві та під Липецьком. У своєму складі мав 161 танк (24 КВ, 68 Т-34 й 69 Т-70).
У відповідності з Директивою Ставки ВГК від 30.08.1942 року № 994176 з 3 вересня включений до складу 5-ї танкової армії Брянського фронту.
З 23 вересня 1942 року — у складі діючої армії. З 19 листопада брав участь у проведенні Сталінградської стратегічної наступальної операції. Введений у наступ з другого ешелону армії, корпус успішно здійснив прорив оборони супротивника на ділянці Бліновський — Коротковський й спрямувався на південь, у напрямку Перелазовський — Калач. У ніч на 22 листопада танки передового загону корпусу з увімкненими фарами несподівано для супротивника вийшли до переправи через Дон у районі міста Калач. Сприйнявши колону за свої війська, що відступають, німці безперешкодно пропустили її до єдиного мосту через Дон. Знищивши охорону, передовий загін зайняв оборону й утримував міст до підходу основних сил корпусу.
27 листопада року Директивою Ставки ВГК № 170694 від 27.11.1942 року перепідпорядкований зі складу Південно-Західного фронту до Донського фронту.
Наказом НКО СРСР від 8 грудня 1942 року № 380 26-й танковий корпус перетворений у 1-й гвардійський танковий корпус.

## Бойовий склад
- Управління корпусу
- 19-а танкова бригада
- 157-а танкова бригада
- 216-а танкова бригада
- 14-а мотострілецька бригада
- Корпусні частини:
  - 26-а окрема автотранспортна рота підвозу ПММ (з 08.03.1943)
  - 174-а рухома танкоремонтна база
  - 146-а рухома ремонтна база
  - 2139-а військово-польова станція

## Командування
- Командир корпусу:
  - Родін Олексій Григорович, генерал-майор т/в (08.07.1942 — 08.12.1942)
- Начальник штабу корпусу:
  - Зинов'єв Олександр Дмитрович, полковник (13.07.1942 — 09.09.1942)
  - Павлов Андрій Михайлович, полковник (09.09.1942 — 08.12.1942)